# Décret sur les théâtres
Le 29 juillet 1807, Napoléon signe un décret réduisant le nombre de théâtres de Paris à huit, et donnant force de loi à un arrêté du ministre de l'intérieur du 25 avril de la même année.
Cette mesure porte un coup de grâce au foisonnement dramatique de la capitale française, qui voit ses salles de spectacle réduites aux suivantes :
- Grands théâtres
  - le Théâtre-Français (Théâtre de S.M. l'Empereur), consacré à la tragédie et à la comédie
  - le Théâtre de l'Impératrice, considéré comme une annexe du précédent
  - le Théâtre de l'Opéra (Académie impériale de Musique), consacré au chant et à la danse
  - le Théâtre de l'Opéra-Comique, destiné aux « comédies ou drames mêlés de couplets, d'ariettes et de morceaux d'ensemble »
- Théâtres secondaires
  - le Théâtre du Vaudeville, dédié aux « petites pièces mêlées de couplets sur des airs connus »
  - le Théâtre des Variétés, dont le répertoire est composé de « petites pièces dans le genre grivois, poissard ou villageois »
  - le Théâtre de la Porte-Saint-Martin, destiné aux mélodrames et aux pièces à grand spectacle
  - le Théâtre de la Gaîté, dévolu aux « pantomimes de tous genres, mais sans ballets, aux arlequinades et autres farces, dans le goût de celles données autrefois par Nicolet ».

L'article 3 du décret précise qu'« Aucune nouvelle salle de spectacle ne pourra être construite, aucun déplacement d'une troupe d'une salle dans une autre ne pourra avoir lieu dans Notre bonne ville de Paris, sans une autorisation donnée par Nous ».
Tous les théâtres non autorisés sont fermés avant le 15 août. Il est de même interdit de représenter une quelconque pièce dans d'autres théâtres, ni d'y admettre le public, même gratuitement. On ne peut distribuer, sans autorisation, affiches ou billets annonçant un spectacle.
En province, la situation est également réglementée, arrondissement par arrondissement. Ainsi, les villes qui peuvent avoir jusqu'à deux théâtres sont Lyon, Bordeaux, Marseille Nantes et Turin. Par contre Rouen, Brest, Bruxelles, Toulouse, Montpellier, Nice, Gênes, Alexandrie, Gand, Anvers, Lille, Dunkerque, Metz et Strasbourg ne peuvent avoir qu'une seule troupe « stationnaire » (permanente).
Adolphe Guillot note ceci : « La fixation des genres fut déterminée avec une rigueur toute militaire; de même que dans les armées il y a les corps d'élite qui forment la réserve, et les troupes légères chargées des combats d' avant-garde , il y eut le Théâtre-Français avec le privilège de la tragédie et le monopole des vers alexandrins; l'Opéra, auquel furent réservés les ballets du genre noble et gracieux ; tels sont ceux, disait le décret, dont les sujets ont été puisés dans la mythologie ou dans l'histoire, et dont les principaux personnages sont des dieux, des rois ou des héros ; il y eut le théâtre des Variétés, qui fut affecté à ce que le décret appelle le genre grivois, poissard ou villageois. L'Empereur lui-même veillait soigneusement à ce qu'aucun théâtre ne sortît de ses attributions; il se tenait au courant des répertoires, donnait des conseils aux acteurs, se faisait rendre compte des pièces et presque au lendemain d'Iéna envoyait à Gardel le sujet du ballet du Retour d'Ulysse. » L'auteur ajoute que les « théâtres privilégiés [furent] entretenu[s] à l'aide de puissantes subventions, et que toutes les entreprises secondaires [furent] obligées de contribuer à leur splendeur » par « un prélèvement sur leurs bénéfices ». 
Ce prélèvement sur les théâtres secondaires et les « spectacles de curiosités », fait, à Paris, au profit de l'Opéra, fut supprimé (pour Paris seulement) par l'ordonnance du 24 août 1831. « Les bals publics, les exercices équestres, les danses de corde, les feux d'artifice, panoramas, cosmoramas, dioramas, néoramas, expositions d'animaux, joûtes (sic), jeux, concerts, séances publiques de magnétisme, devaient être considérés comme spectacles de curiosités », selon les commentaires sur le décret du 18 janvier 1864.
Ce décret survit à la chute de l'empereur, en théorie : la Restauration le considère comme « fort sage » et « des meilleurs à maintenir ». Dans les faits, cela n'empêche pas la création de nouveaux théâtres, notamment à Paris, et la remise en cause de la hiérarchie entre les salles à travers le dynamisme des théâtres secondaires.
Ce n'est qu'en 1864 que Napoléon III signe un décret de libéralisation des théâtres qui met fin à ce système de privilège.